# Liste von Persönlichkeiten der Stadt Nîmes
Diese Liste zählt Personen auf, die in der französischen Stadt Nîmes (Okzitanien) geboren wurden, sowie solche, die in Nîmes gewirkt haben, dabei jedoch andernorts geboren wurden. Die Liste erhebt keinen Anspruch auf Vollständigkeit.

## Söhne und Töchter der Stadt
Folgende Persönlichkeiten sind in Nîmes geboren. Die Auflistung erfolgt chronologisch nach Geburtsjahr. Ob sie ihren späteren Wirkungskreis in Nîmes hatten oder nicht, ist dabei unerheblich.

### 4. bis 18. Jahrhundert

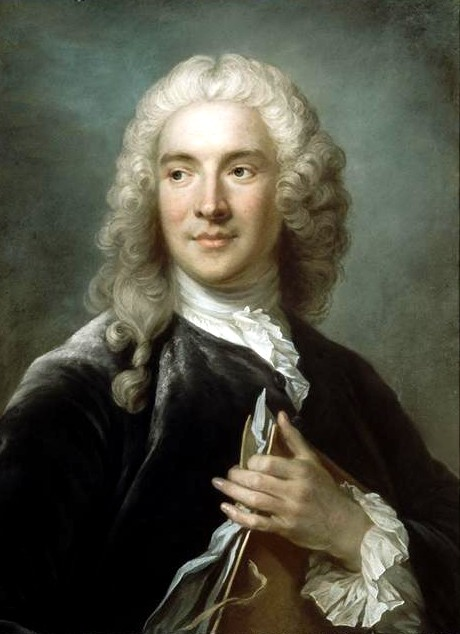
Charles-Joseph Natoire
(1700–1777)

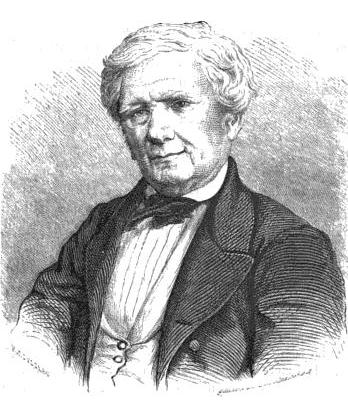
Jean Reboul
(1796–1864)

- Castor von Apt († um 420), Heiliger der katholischen Kirche
- Claude Baduel (1491–1561), Schweizer evangelischer Geistlicher und Hochschullehrer
- Gabriel de Luetz (* um 1508; † 1553 oder 1554), französischer Botschafter im Osmanischen Reich
- Jean Nicot (1530–1604), Diplomat
- Jacques Cassagne (1635–1679), Moralist, Dichter und Übersetzer, Mitglied der Académie française
- Jean Graverol (um 1637–1718), hugenottischer Pastor und Glaubensflüchtling
- Étienne Chauvin (1640–1725), hugenottischer Pastor, Philosoph und Zeitungsverleger
- Claude Brousson (1647–1698), evangelischer Theologe und Märtyrer
- Hubert Gautier (1660–1737), Ingenieur
- Anne Marguerite Petit Du Noyer (1663–1719), Journalistin
- Louis Bourguet (1678–1742), Universalgelehrter
- Charles-Joseph Natoire (1700–1777), Maler
- Jean-François Séguier (1703–1784), Botaniker, Historiker und Altertumskundler
- Jean Novi de Caveirac (1713–1782), ultrakonsevativer Kleriker und Schriftsteller
- Pierre Michel d’Ixnard (1723–1795), Baumeister des Klassizismus
- Antoine Court de Gébelin (1725–1784), Theologe, Pastor der Hugenotten, Mitglied der Freimaurerloge „Les Amis Réunis“
- Jean Fabre de La Martillière (1732–1819), Divisionsgeneral der Artillerie und Politiker
- Jean-Paul Rabaut Saint-Étienne (1743–1793), Politiker in der Französischen Revolution
- Barthélemy Imbert (1747–1790), Journalist und Schriftsteller
- Étienne Ozi (1754–1813), Fagottist und Komponist
- Jean-Pierre Solié (1755–1812), Cellist, Opernsänger (Bariton) und Komponist
- Jean Marie Antoine Griolet (1763–1806), Jurist, Botaniker und Schriftsteller
- Jacques-Luc Barbier-Walbonne (1769–1860), Maler[1]
- François Guizot (1787–1874), Politiker und Schriftsteller
- Jean Elias Benjamin Valz (1787–1867), Astronom
- Adolphe Crémieux (1796–1880), Rechtsanwalt, Politiker und Journalist
- Jean Reboul (1796–1864), Dichter und Politiker
- Numa Baragnon (1797–1871), Politiker, Mitglied der Nationalversammlung
- Eugène Durieu (1800–1874), Fotograf

### 19. Jahrhundert

#### 1801–1850

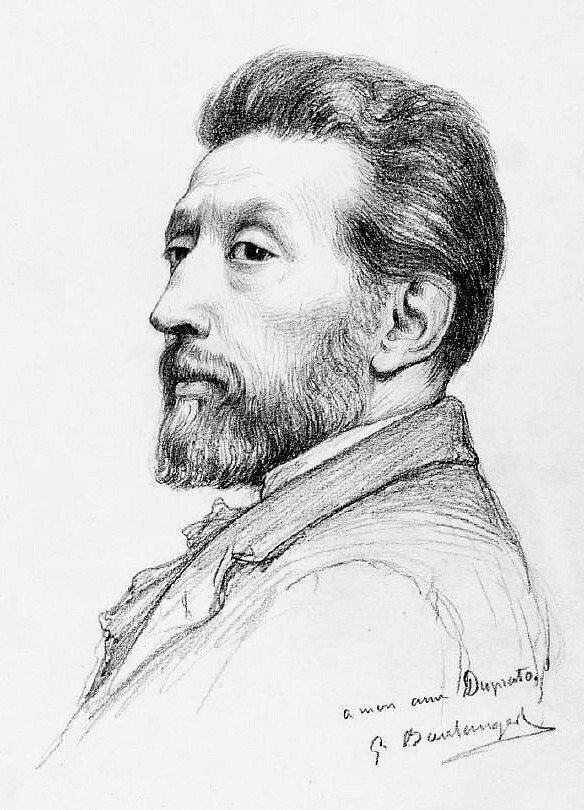
Jules Duprato
(1827–1892)

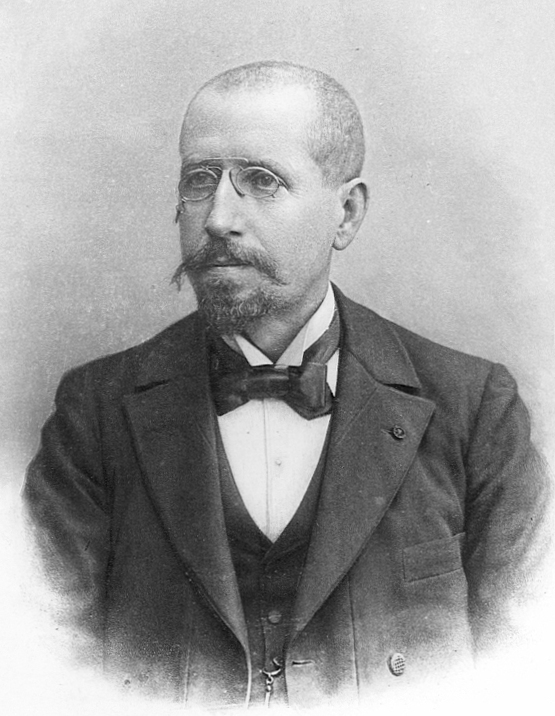
Gaston Darboux
(1842–1917)

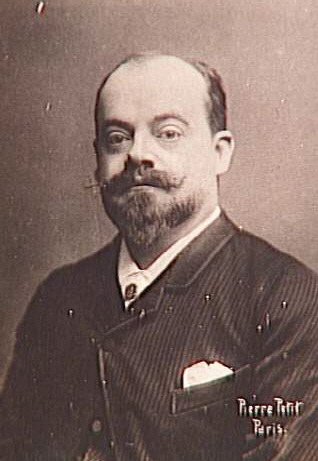
Gabriel Ferrier
(1847–1914)

- Eugène Flachat (1802–1873), Eisenbahningenieur
- François de Chabaud-Latour (1804–1885), General und Staatsmann
- Scipion Rousselot (1804–1880), Violoncellist und Komponist
- Jules Bonnet (1820–1892), Kirchenhistoriker
- Gaston Boissier (1823–1908), Althistoriker und Klassischer Philologe
- Marcel Émile Verdet (1824–1866), Physiker
- Jules Duprato (1827–1892), Komponist
- Ferdinand Poise (1828–1892), Komponist
- Émile Decombes (1829–1912), Pianist[2]
- Henri-Jacques Espérandieu (1829–1874), Architekt
- Louis Roumieux (1829–1894), Schriftsteller
- Louis Vidal (1831–1892), Bildhauer[3]
- Ernest Daudet (1837–1921), Schriftsteller, Historiker und Journalist
- Alphonse Simil (1839–1916), Architekt
- Alphonse Daudet (1840–1897), Schriftsteller
- Marie-Antoinette Rivière (1840–1865), Dichterin
- Charles Édouard Delort (1841–1895), Maler
- Paul Soleillet (1842–1886), Abenteurer und Afrikareisender
- Gaston Darboux (1842–1917), Mathematiker
- Émile Doumergue (1844–1937), reformierter Theologe
- Albert Gisclard (1844–1909), Brückenbauingenieur
- Léopold Morice (1846–1919), Bildhauer
- Gabriel Ferrier (1847–1914), Maler
- Ernest Denis (1849–1921), Historiker

#### 1851–1900

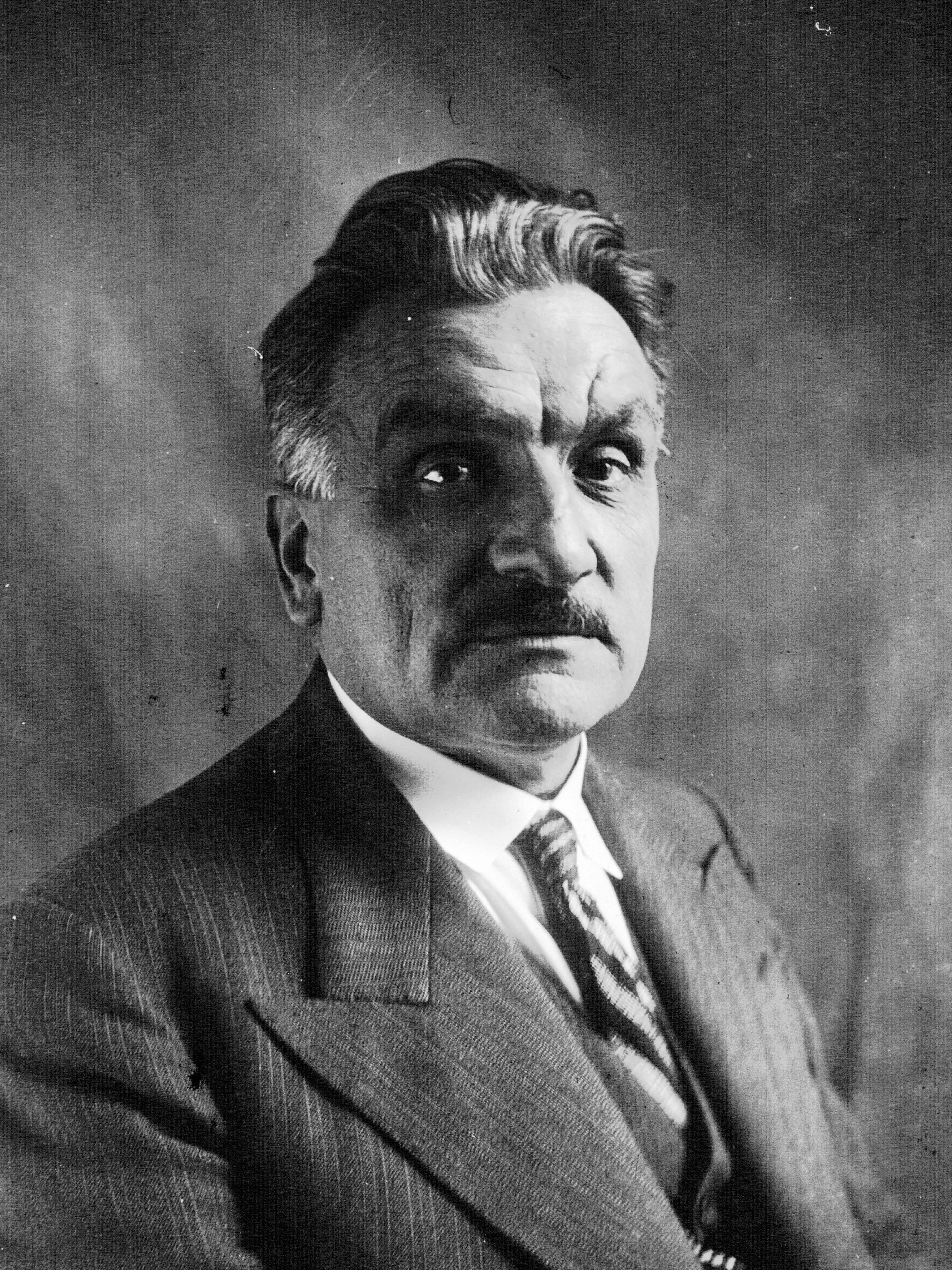
Marius Moutet
(1876–1968)

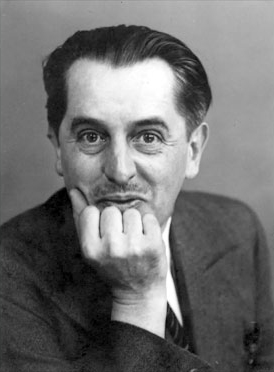
Jean Paulhan
(1884–1968)

- Georges Révoil (1852–1894), Afrikaforscher und Diplomat
- Georges Bénédite (1857–1926), Archäologe
- Paul Bonnetain (1858–1899), Schriftsteller
- Gaston Milhaud (1858–1918), Wissenschaftstheoretiker und Wissenschaftshistoriker
- Léonce Bénédite (1859–1925), Kunsthistoriker[4][5]
- Jean Cazelles (1860–1924), Politiker
- Bernard Lazare (1865–1903), Journalist, Literaturkritiker und Anarchist
- Henry Bataille (1872–1922), Schriftsteller
- Georges Dillon-Cavanagh (1873–1944), Fechter
- Marguerite Long (1874–1966), Pianistin
- Frédéric Moriss (* 1874), Schauspieler[6]
- Jean Bosc (1875–1959), Politiker, Mitglied der Nationalversammlung
- Jean Clairin (1876–1914), Mathematiker
- Marius Moutet (1876–1968), Politiker[7]
- Henri Donnedieu de Vabres (1880–1952), Strafrechtler
- Louis Roussel (1881–1971), Gräzist und Neogräzist
- Auguste Chabaud (1882–1955), Maler und Bildhauer
- Georges Bruguier (1884–1962), Politiker
- Jean Paulhan (1884–1968), Schriftsteller und Publizist
- Robert Coulondre (1885–1959), Diplomat
- Pierre Gamel (1889–1966), Politiker
- Fernand Valat (1896–1944), Politiker
- Roger Bastide (1898–1974), Soziologe, Anthropologe, Ethnologe
- Marc Bernard (1900–1983), Schriftsteller
- André Chamson (1900–1983), Schriftsteller, Publizist und Archivar

### 20. Jahrhundert

#### 1901–1950

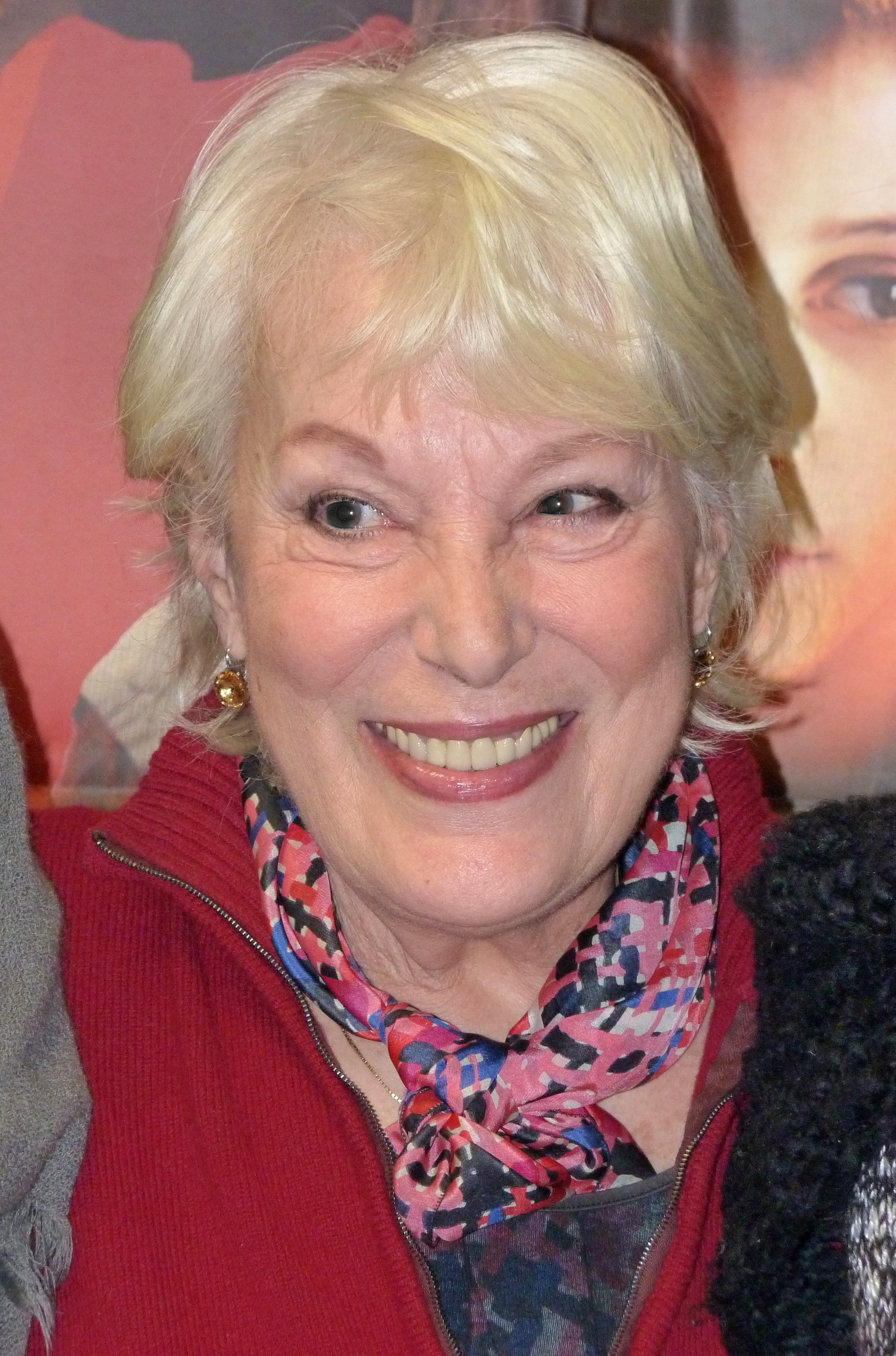
Bernadette Lafont
(1938–2013)

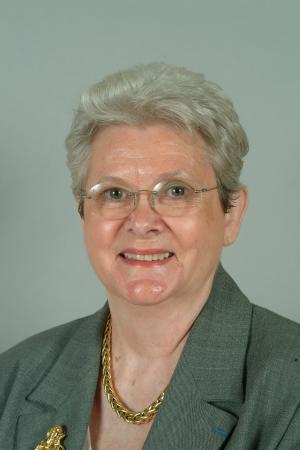
Janine Cayet
(* 1943)

- Carlo Rim (1902–1989), Autor, Drehbuchautor, Produzent und Regisseur
- André Fraigneau (1905–1991), Schriftsteller
- Marcel Gebelin (1907–1980), Fußballspieler und -trainer
- Maurice Gleize (1907–2003), Drucker, Dichter, Widerstandskämpfer und überlebender Häftling des KZ-Außenlagers Laagberg im heutigen Wolfsburg
- Elisabeth Barbier (1911–1996), Schriftstellerin
- Henriette Bosquier (1917–1984), Politikerin
- Christian de La Malène (1920–2007), Politiker, Mitglied der Nationalversammlung und Senator
- Robert Lafont (1923–2009), Romanist
- Jean Sahuquet (1923–2006), römisch-katholischer Bischof von Tarbes und Lourdes
- Jean Bosc (1924–1973), Zeichner und Karikaturist
- Jean Carrière (1928–2005), Schriftsteller
- Vernon Dobtcheff (* 1934), Schauspieler
- Bernadette Lafont (1938–2013), Theater- und Filmschauspielerin
- Évelyne Lebret (* 1938), Sprinterin und Mittelstreckenläuferin
- André Gardies (* 1939), Schriftsteller
- William Dumas (* 1942), Politiker, Mitglied der Nationalversammlung
- Christian Giudicelli (1942–2022), Schriftsteller und Literaturkritiker
- Janine Cayet (* 1943), Politikerin[8]
- Suzanne Lafont (* 1949), Fotografin
- Françoise Laurent-Perrigot (* 1950), Politikerin

#### 1951–1980
- Bonnafet Tarbouriech (* 1952), Schauspieler[9]
- Yvan Lachaud (* 1954), Politiker

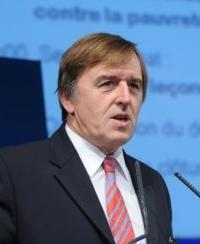
Yvan Lachaud
(* 1954)

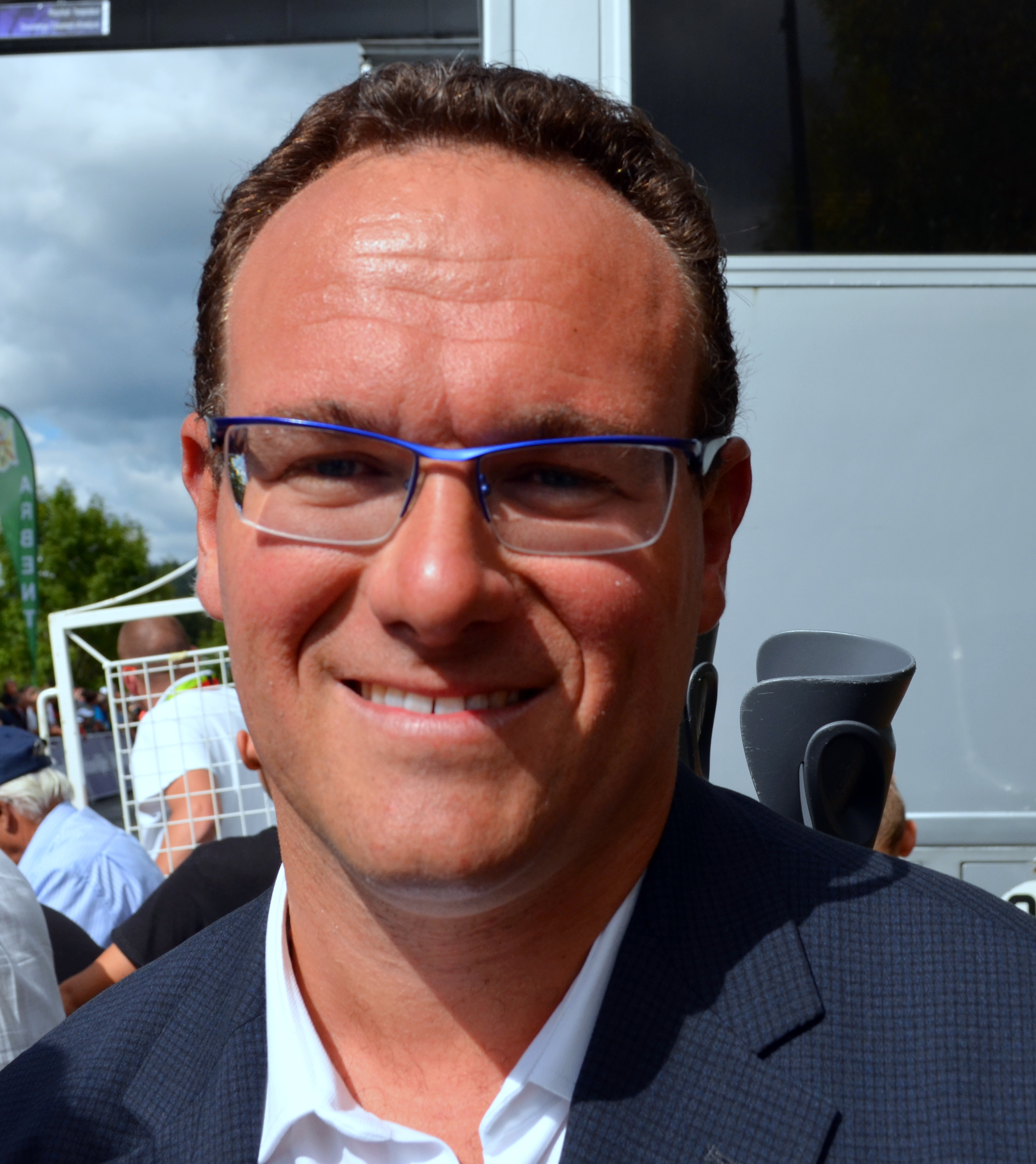
Damien Abad
(* 1980)

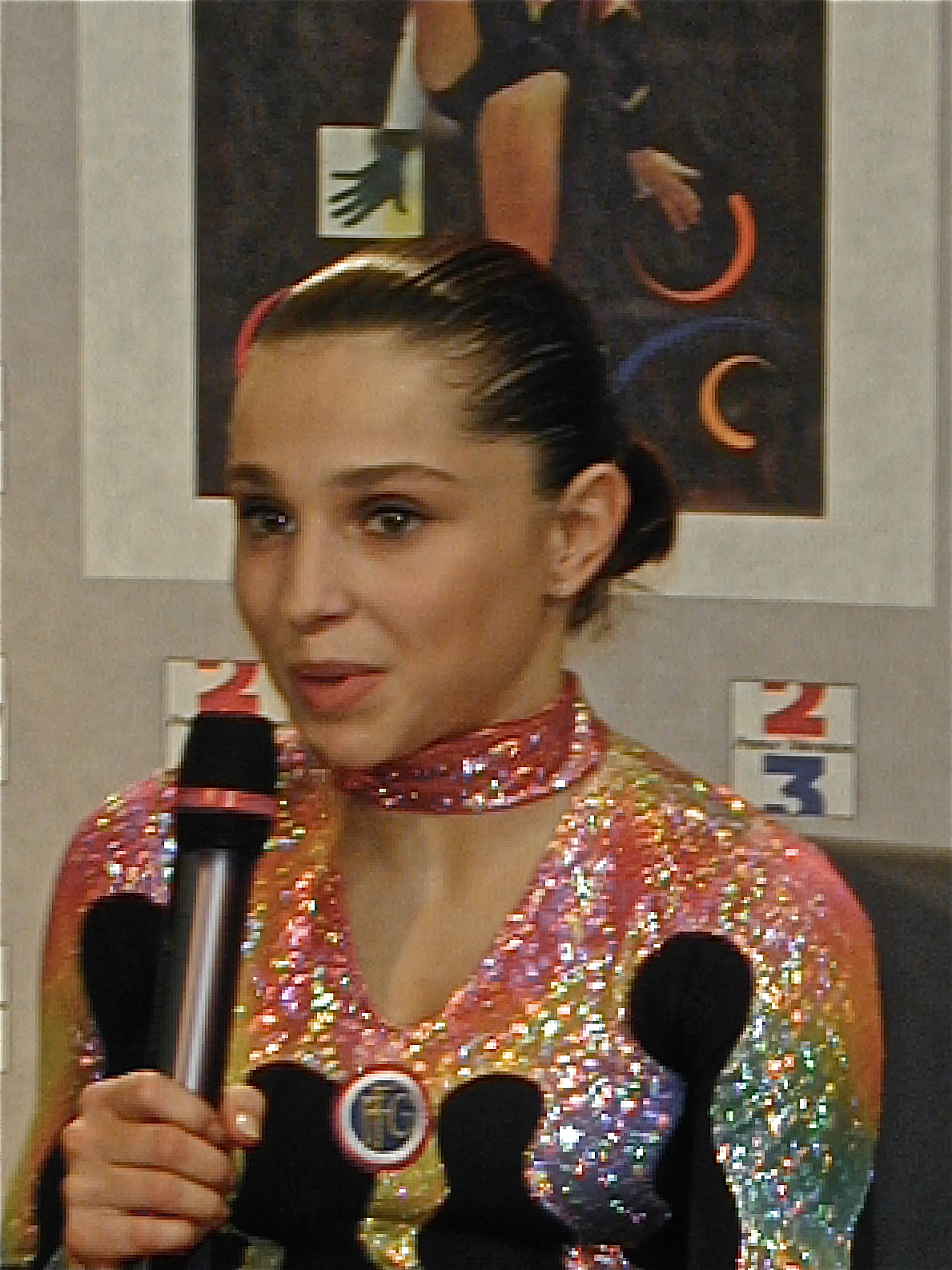
Ludivine Furnon
(* 1980)

- Chantal Réga (* 1955), Sprinterin und Hürdenläuferin
- David B. (* 1959), Comiczeichner
- Patrice Canayer (* 1961), Handballspieler und -trainer
- Michèle Peyron (* 1961), Politikerin[10]
- Laurent Roussey (* 1961), Fußballspieler und -trainer
- Manuel Amoros (* 1962), Fußballspieler
- Pauline Lafont (1963–1988), Filmschauspielerin
- Jean-François Remésy (* 1964), Profigolfer
- Laurence Farreng (* 1966), Politikerin
- Michel Pastre (* 1966), Jazzmusiker
- Christophe Quet (* 1969), Comiczeichner
- Rachid Ouramdane (* 1971), Choreograph und Tänzer
- Guillaume Séguron (* 1971), Bassist und Komponist des Creative Jazz sowie Bildhauer
- Christian Assaf (* 1972), Politiker
- Eva Mazauric (* 1972), Schauspielerin[11]
- Abder Ramdane (* 1974), Fußballspieler
- Isabelle Blanc (* 1975), Snowboarderin
- Alexandre Delmar (* 1975), Schriftsteller
- Mohamed Benyachou (* 1977), französisch-mauretanischer Fußballspieler
- Adrien Hardy (* 1978), Ruderer und Olympiasieger
- Dino Lunardi (* 1978), Autorennfahrer
- Eva Serrano (* 1978), rhythmische Sportgymnastin[12]
- Laure Thibaud (* 1978), Synchronschwimmerin[13]
- Laurie Thomassin (* 1978), Schwimmerin[14]
- Damien Abad (* 1980), Politiker
- Ludivine Furnon (* 1980), Kunstturnerin[15]

#### 1981–2000

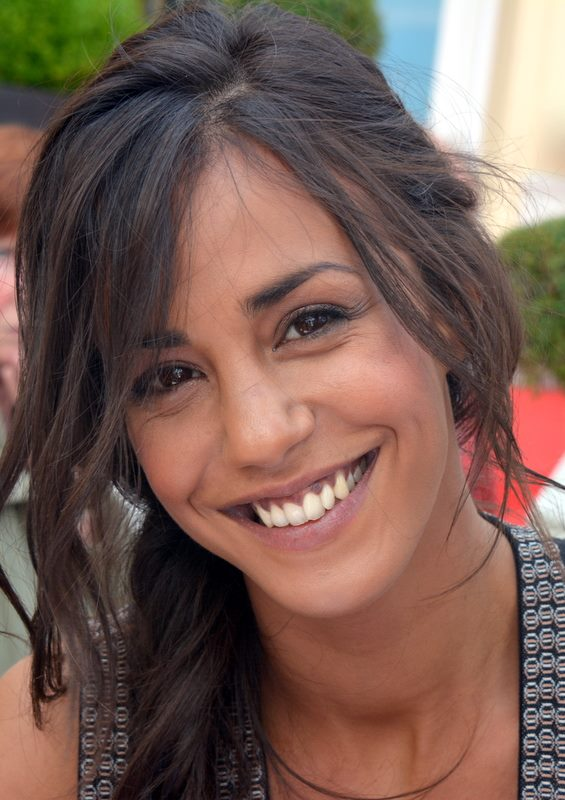
Alice Belaïdi
(* 1987)

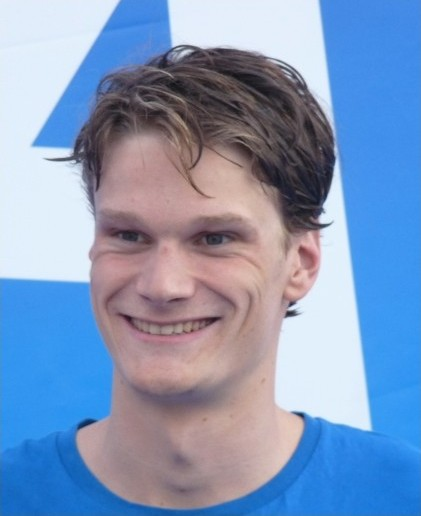
Yannick Agnel
(* 1992)

- Raphaëlle Agogué (* 1981), Theater- und Filmschauspielerin
- Alexis Genet (* 1982), Fußballspieler
- Coralie Chacon (* 1985), Geräteturnerin[16]
- Alice Belaïdi (* 1987), Schauspielerin
- Jonathan Dasnières de Veigy (* 1987), Tennisspieler
- Nassim Lyes (* 1988), Filmschauspieler
- Rémy Bonne (* 1989), Fußballspieler
- Mickaël Mawem (* 1990), Sportkletterer
- Nicolas Rossard (* 1990), Volleyballspieler
- Kelly Gadéa (* 1991), Fußballspielerin
- Romain Thibault (* 1991), Fußballspieler
- Yannick Agnel (* 1992), Schwimmer
- Théo Derot (* 1992), Handballspieler
- Clément Depres (* 1994), Fußballspieler
- Jean-Marc Pontvianne (* 1994), Dreispringer
- Maxime Hamou (* 1995), Tennisspieler
- Théo Valls (* 1995), Fußballspieler
- Benjamin Bonzi (* 1996), Tennisspieler
- Anthony Ribelin (* 1996), Fußballspieler[17]
- Irvin Cardona (* 1997), Fußballspieler
- Sofiane Alakouch (* 1998), Fußballspieler
- Victoria Bissey (* 1998), Fußballspielerin
- Clarisse Wild (* 1998), Handball- und Beachhandballspielerin

### 21. Jahrhundert
- Robin Bertrand (* 2003), Tennisspieler
- Yanis Issoufou (* 2006), französisch-nigrischer Fußballspieler

## Persönlichkeiten mit Bezug zur Stadt
- Titus Aurelius Fulvus († 1. Jahrhundert), römischer Senator des 1. Jahrhunderts n. Chr. und Großvater des späteren römischen Kaisers Antoninus Pius
- Titus Aurelius Fulvus († 1. Jahrhundert), römischer Senator des späten 1. Jahrhunderts n. Chr. und Vater des späteren römischen Kaisers Antoninus Pius
- Plotina (* vor 70; † nach 123), Frau des römischen Kaisers Trajan
- Guillaume Briçonnet (1445–1514), Kardinal und Erzbischof von Narbonne; zuvor Bischof von Nîmes
- Paul Rabaut (1718–1794), Pastor der hugenottischen Église du Désert (‚Kirche der Wüste‘)
- Paulin Talabot (1799–1885), Ingenieur, Eisenbahnpionier, Bergbauunternehmer, Bankier und Politiker
- Édouard Daladier (1884–1970), Politiker
- Léon Vergnole (1893–1958), Politiker; Bürgermeister von Nîmes von 1945 bis 1947
- Edgar Tailhades (1904–1986), Politiker; Bürgermeister von Nîmes von 1947 bis 1965
- Pierre Soulages (1919–2022), französischer Maler und Grafiker, in Nîmes verstorben
- Jean-Paul Fournier (* 1945), Politiker; Bürgermeister von Nîmes seit 2001
- Robert Wattebled (* 1946), römisch-katholischer Bischof von Nîmes (2001–2021)
- Nicolas Brouwet (* 1962), römisch-katholischer Bischof von Nîmes seit 2021